# 추적 60분
《추적 60분》은 KBS 1TV에서 매주 금요일 밤 10시에 방송되는 탐사보도 프로그램이다.

## 개요
- 생활 속의 문제를 집중 추적하는 교양과 오락성 등 두 가지 소재를 가미한 시사 다큐멘터리의 고발 프로그램으로 기획되어 1983년 2월 27일부터 KBS 2TV에서 첫 방송되었다.[1] 지상파 3사 최초로 먼저 도입된 탐사보도 프로그램의 시발점으로 꼽힌다.
- 1986년 5월에 프로그램이 종영되었으며, 많은 시청자들의 지속적인 요청에 따라 1994년 2월 27일에 부활되었다.[2]
- 2008년 11월 21일부터 2009년 10월 16일까지와 2018년 9월 14일부터 2019년 8월 30일까지 KBS 1TV에서 방송되었다.
- 탐사보도 프로그램인만큼 사회적으로 충격적인 소재들을 다루었으며, 관계자 일각에선, 인권, 침해 등 선정적 시비 문제로 논란의 소지가 많다는 특징이 있었다.
- 2019년 KBS가 추진한 비상경영계획의 일환으로 프로그램 개편에 따라 1983년 첫 방송을 한지 36년 만이자 추적 60분 2기 방송 25년 만에 2019년 8월 30일에 종영하였으나 추적 60분 방송 40주년이 되는 해인 2023년 7월 7일부터 4년 만에 추적 60분 3기이란 방송 제목 타이틀로 갖고 다시 부활되었다.
- 2024년 9월 30일 현재, KBS 홈페이지 다시보기에서는 2017년 1월분부터 가능하다. 과거에 볼 수 있었던 2015년 분 등은 알려지지 않은 이유로 삭제 되었다.

## 방송 시간
| 방송 채널 | 방송 기간                           | 방송 시간                            |
| --------- | ----------------------------------- | ------------------------------------ |
| KBS 2TV   | 1983년 2월 27일 ~ 1985년 2월 17일   | 매주 일요일 밤 8시 40분 ~ 9시 40분   |
| KBS 2TV   | 1985년 2월 24일 ~ 1986년 3월 2일    | 매주 일요일 밤 9시 ~ 10시            |
| KBS 2TV   | 1994년 2월 27일 ~ 1996년 3월 3일    | 매주 일요일 밤 9시 ~ 10시            |
| KBS 2TV   | 1997년 6월 8일 ~ 1997년 10월 19일   | 매주 일요일 밤 9시 ~ 10시            |
| KBS 2TV   | 1986년 3월 9일 ~ 1986년 5월 25일    | 매주 일요일 밤 8시 50분 ~ 9시 50분   |
| KBS 2TV   | 1997년 2월 8일 ~ 1997년 5월 31일    | 매주 토요일 밤 10시 ~ 11시 55분      |
| KBS 2TV   | 1996년 3월 10일 ~ 1997년 3월 2일    | 매주 일요일 밤 10시 10분 ~ 11시 5분  |
| KBS 2TV   | 1997년 10월 26일 ~ 1997년 11월 23일 | 매주 일요일 밤 10시 ~ 11시           |
| KBS 2TV   | 1997년 11월 30일 ~ 1998년 2월 15일  | 매주 일요일 밤 10시 15분 ~ 11시 10분 |
| KBS 2TV   | 1998년 2월 22일 ~ 1998년 6월 7일    | 매주 일요일 밤 10시 20분 ~ 11시 15분 |
| KBS 2TV   | 1998년 6월 18일 ~ 1999년 10월 14일  | 매주 목요일 밤 9시 50분 ~ 10시 50분  |
| KBS 2TV   | 1999년 10월 21일 ~ 2000년 4월 27일  | 매주 목요일 밤 9시 55분 ~ 10시 55분  |
| KBS 2TV   | 2000년 5월 7일 ~ 2000년 7월 23일    | 매주 일요일 밤 9시 20분 ~ 10시 20분  |
| KBS 2TV   | 2000년 7월 30일 ~ 2001년 11월 4일   | 매주 일요일 밤 9시 40분 ~ 10시 30분  |
| KBS 2TV   | 2001년 11월 11일 ~ 2002년 3월 31일  | 매주 일요일 밤 9시 50분 ~ 10시 40분  |
| KBS 2TV   | 2002년 4월 6일 ~ 2002년 5월 25일    | 매주 토요일 밤 10시 ~ 11시           |
| KBS 2TV   | 2002년 7월 20일 ~ 2002년 10월 19일  | 매주 토요일 밤 10시 ~ 10시 50분      |
| KBS 2TV   | 2002년 11월 2일 ~ 2003년 10월 25일  | 매주 토요일 밤 9시 50분 ~ 10시 50분  |
| KBS 2TV   | 2003년 11월 5일 ~ 2004년 10월 20일  | 매주 수요일 밤 11시 ~ 12시           |
| KBS 2TV   | 2004년 10월 27일                    | 매주 수요일 밤 11시 10분 ~ 12시 10분 |
| KBS 2TV   | 2015년 5월 13일 ~ 2018년 9월 5일    | 매주 수요일 밤 11시 10분 ~ 12시 10분 |
| KBS 2TV   | 2004년 11월 3일 ~ 2006년 6월 28일   | 매주 수요일 밤 11시 5분 ~ 12시 5분   |
| KBS 2TV   | 2006년 7월 12일                     | 매주 수요일 밤 11시 5분 ~ 12시 5분   |
| KBS 2TV   | 2010년 6월 16일 ~ 2012년 3월 14일   | 매주 수요일 밤 11시 5분 ~ 12시 5분   |
| KBS 2TV   | 2006년 7월 5일                      | 수요일 밤 11시 15분 ~ 12시 15분      |
| KBS 2TV   | 2006년 7월 19일 ~ 2007년 3월 14일   | 매주 수요일 밤 11시 5분 ~ 12시       |
| KBS 2TV   | 2007년 3월 28일 ~ 2007년 7월 18일   | 매주 수요일 밤 11시 5분 ~ 12시       |
| KBS 2TV   | 2007년 8월 1일 ~ 2007년 9월 5일     | 매주 수요일 밤 11시 5분 ~ 12시       |
| KBS 2TV   | 2007년 9월 19일 ~ 2007년 10월 31일  | 매주 수요일 밤 11시 5분 ~ 12시       |
| KBS 2TV   | 2007년 11월 14일 ~ 2008년 11월 12일 | 매주 수요일 밤 11시 5분 ~ 12시       |
| KBS 2TV   | 2007년 3월 21일                     | 수요일 밤 11시 15분 ~ 12시 10분      |
| KBS 2TV   | 2007년 7월 25일                     | 수요일 밤 11시 35분 ~ 12시 30분      |
| KBS 2TV   | 2007년 9월 12일                     | 수요일 밤 11시 10분 ~ 12시 5분       |
| KBS 2TV   | 2007년 11월 7일                     | 수요일 밤 11시 15분 ~ 12시           |
| KBS 2TV   | 2009년 10월 21일 ~ 2010년 6월 9일   | 매주 수요일 밤 11시 15분 ~ 12시 15분 |
| KBS 2TV   | 2012년 3월 21일 ~ 2012년 10월 3일   | 매주 수요일 밤 11시 15분 ~ 12시 15분 |
| KBS 2TV   | 2012년 10월 10일 ~ 2013년 5월 8일   | 매주 수요일 밤 11시 20분 ~ 12시 20분 |
| KBS 2TV   | 2013년 5월 18일 ~ 2015년 5월 2일    | 매주 토요일 밤 10시 25분 ~ 11시 15분 |
| KBS 1TV   | 2008년 11월 21일 ~ 2009년 10월 16일 | 매주 금요일 밤 10시 ~ 11시           |
| KBS 1TV   | 2018년 9월 14일 ~ 2019년 8월 30일   | 매주 금요일 밤 10시 50분 ~ 11시 45분 |
| KBS 1TV   | 2023년 7월 7일 ~ 현재               | 매주 금요일 밤 10시 ~ 10시 50분      |

## 진행자
| 대수 | 진행자               | 진행 기간                          |
| ---- | -------------------- | ---------------------------------- |
| 1대  | 장윤택 김양일 신완수 | 1983년 2월 27일 ~ 1986년 5월 25일  |
| 2대  | 송지헌               | 1994년 2월 27일 ~ 1995년 8월 6일   |
| 3대  | 김병찬               | 1995년 8월 13일 ~ 1996년 3월 3일   |
| 4대  | 고성국               | 1996년 3월 10일 ~ 1997년 5월 17일  |
| 5대  | 전인석               | 1997년 5월 24일 ~ 2002년 3월 31일  |
| 6대  | 김민전               | 2002년 4월 6일 ~ 2002년 6월 1일    |
| 7대  | 유지철               | 2002년 7월 20일 ~ 2002년 10월 26일 |
| 8대  | 이영돈               | 2002년 11월 2일 ~ 2005년 4월 27일  |
| 9대  | 구수환               | 2005년 5월 4일 ~ 2008년 11월 12일  |
| 10대 | 김영선               | 2008년 11월 21일 ~ 2009년 4월 17일 |
| 11대 | 윤태호               | 2009년 4월 24일 ~ 2010년 6월 30일  |
| 12대 | 강희중               | 2010년 7월 7일 ~ 2013년 9월 28일   |
| 13대 | 이상협               | 2013년 11월 30일 ~ 2015년 4월 4일  |
| 14대 | 정용실               | 2015년 4월 11일 ~ 2016년 3월 23일  |
| 15대 | 한상헌               | 2016년 3월 30일 ~ 2018년 9월 5일   |
| 16대 | 최지원               | 2018년 9월 14일 ~ 2019년 8월 30일  |
| 17대 | 유종훈               | 2023년 7월 7일 ~ 2023년 11월 10일  |
| 18대 | 이광엽               | 2023년 11월 17일 ~ 현재            |

## 논란

### 하나님의교회 세계복음선교협회오보(허위 보도) 사건
333회 긴급점검-종말을 기다리는 사람들에서
하나님의교회 세계복음선교협회에 대한 사실을 피해자라고 주장하는 남자의 일방적인 주장만 보고 PD도 연기한 사건으로, 나중에 허위적으로 보도되었다는 것을 해당 PD가 밝혔다. 현재는 해당 보도물의 판매 및 게시가 금지되었다.

### 제작진 제재
천안함 사건을 보도한 중징계에 해당되는 경고를 받았다. 징계에 대한 근거로, 방송통신심의위원회 측에서 방송심의에 관한 규정 9조(공정성), 14조(객관성) 조항을 들었다. 그러나 그 조항이 매우 모호하며 포괄적이라 입맛에 맞게 해석할 수 있다는 지적이 제기되기도 했다.

### 뽀빠이 이상용 횡령 오보 사건
1996년 10월 중하순경 당시 TV 프로그램 《우정의 무대》 장기 진행 MC, 심장병 어린이 돕기 재단을 운영하던 방송인 이상용 씨에 대한 횡령 관련 고발에 대하여 사실상 제보자의 말만 믿고, 차라리 반박할 기회도 없이 일방적으로 보도하여 이상용 씨가 우정의 무대 하차를 하게 하였고, 왜곡된 오보 자체는 심장병 어린이돕기 재단을 박살내버렸다. 그러나 2년 후 1998년 11월 중하순경 당시 검찰 조사에서 무혐의로 밝혀졌다. 결국 무고였던 것이다. 그런데 그로부터 석달지난 이듬해 1999년 2월 중하순경 당시 추적 60분 제작팀은, 오히려 사과보다는 자신들의 명예를 실추시켰다고 주장하면서, 되레 뽀빠이 이상용 측을 고발하는 등 횡포를 저지름.

### 쌍용그룹사과박스 편의 불방 논란
1996년 당시 신한국당 대구 달성군 국회의원이였던 김석원 쌍용그룹 회장의 비자금 의혹과 정경유착 실태에 대한 폭로하는 방영을 앞두고 갑자기 쌍용그룹의 외압로 인해 결국 무산이 되었다.

### 계엄의 기원 시리즈 사측의 외압으로 인한 방영 연기 논란
계엄의 기원 시리즈 2부 극단주의자와 추종자들편이 2025년 2월 28일에 방영을 할 예정인데 사측이 윤석열 전 대통령 탄핵 반대을 하는 지지자들과 극우세력들의 난동 우려가 있다는 이유로 일주일 연기을 하였고, 언론노조 KBS 본부가 KBS 박장범 사장이 극우세력들의 눈치만 보고 방영 연기했다고 이것은 외압이라고 반발하였다.

## 다시 보기
- Apple TV+와 Wavve에서는 1146회(2015년 3월 14일 방송분)부터 시청할 수 있다.
- KBS 홈페이지에서는 1228회(2017년 1월 4일 방송분)부터 시청할 수 있다.
- 네이버 TV에서는 2017년 7월분부터 시청할 수 있다.

## 결방 사유 및 편성 변경
편성 변경이나 결방 사유 중, 정기 편성 프로그램임에도 불구하고 명절(설날·추석) 기간에는 특별 편성으로 인해 결방되는 경우가 잦으며, 법원의 가처분 결정으로 방송이 불가능했던 사례도 존재한다.

### 2024년
- 1월 19일 : 특집 다큐 나의 친구, 다섯 들풀-[춘천총국 자체방송] 편성으로 인한 결방
- 5월 3일 : 가정의 달 특별기획 5부작 저 너머의 출산-제4부 인구절벽에서, 빅 푸시 편성으로 인한 결방
- 5월 10일 : 특집 토론 윤석열 정부 2년, 성과와 과제는 편성으로 인한 결방
- 5월 31일 : 다큐 인사이트 - 치킨랩소디 2부작 2부 편성으로 인한 결방
- 8월 2일 ~ 8월 9일 : 2024 파리 하계 올림픽 중계방송으로 인한 결방
- 12월 27일 : 긴급진단 한덕수 권한대행 탄핵안 가결, 그 후 편성으로 인한 결방

### 2025년
- 2월 28일 : 다큐On 편성으로 인한 결방
- 4월 4일 : 긴급진단 윤석열 대통령 파면, 향후 정국은? 편성으로 인한 결방
- 5월 23일 : 저출생 위기대응 특집 2부작 우리 아이 낳을까요-1부 편성으로 인한 결방
- 8월 1일 : 긴급진단 한미 관세협상 타결, 그 후 편성으로 인한 결방
- 8월 15일 : 광복 80주년 특별기획-한국경제 80년의 설계자들 4부작 1부 편성으로 인한 결방

## 경쟁 프로그램
- PD수첩 (MBC TV)
- 그것이 알고싶다 (SBS TV)